# Loděnice (Boêmia Central)
Loděnice é uma comuna checa localizada na região da Boêmia Central, distrito de Beroun.